# مانوئل دی
مانوئل دی (انگلیسی: Manuel Alday; ۵ سپتامبر ۱۹۱۷ – ۲۸ دسامبر ۱۹۷۶) بازیکن فوتبال اهل اسپانیا بود.
از باشگاه‌هایی که در آن بازی کرده‌است می‌توان به باشگاه فوتبال رئال مادرید اشاره کرد.